# رولاند فابر
رولاند فابر (بالألمانية: Roland Faber) هو عالم عقيدة نمساوي، ولد في 1960.